# صالح للأكل

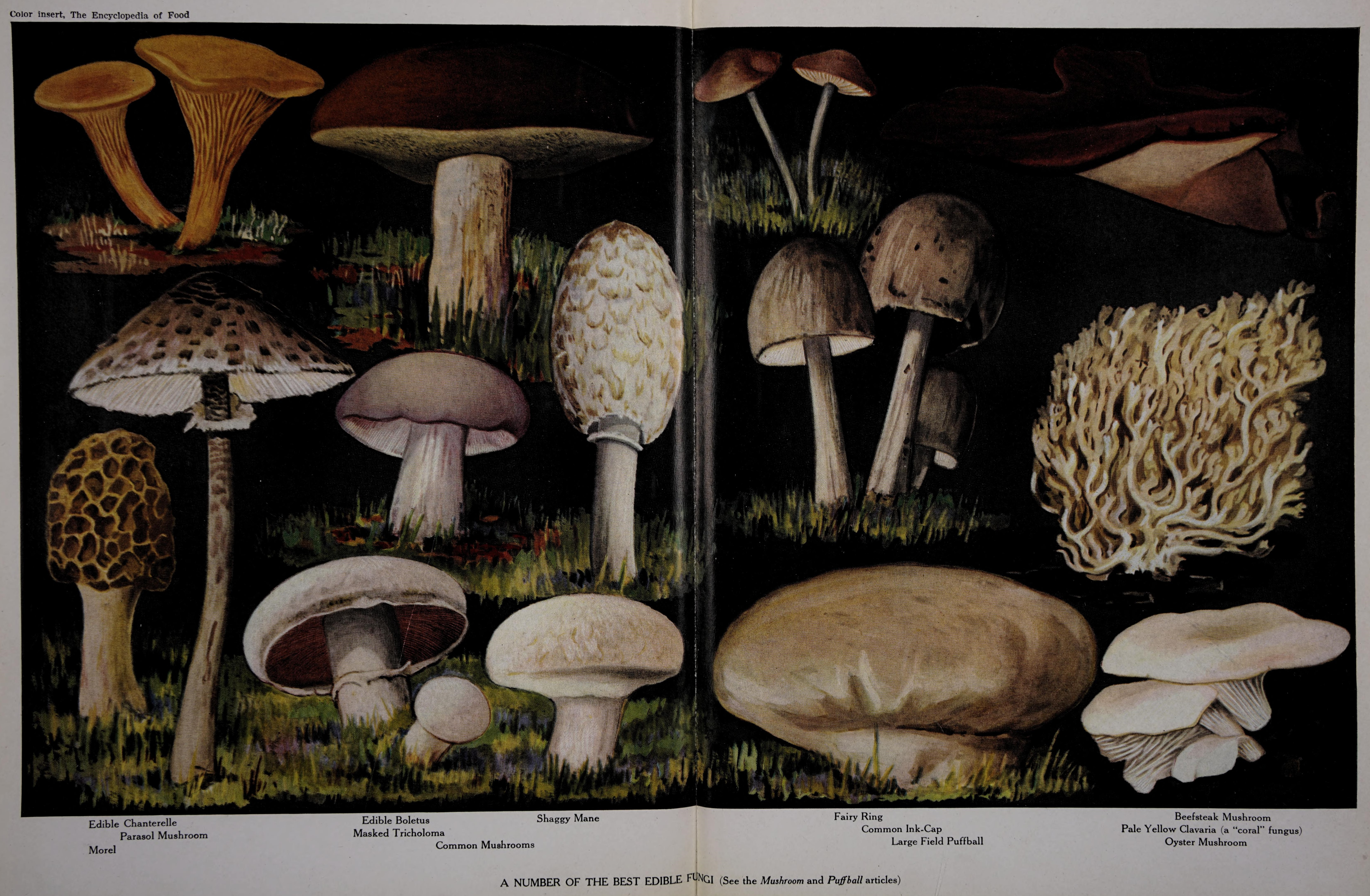
عدد من أفضل الفطريات المأكولة، رسم توضيحي من موسوعة الغذاء بقلم أرتيماس وارد ، 1923

المأكول أو الصالح للأكل هو أي عنصر آمن ليتناوله البشر. يُميز المأكول عن المستساغ لأنه لا يشير إلى مذاق العنصر، بل يشير فقط إلى ما إذا كان مأكولًا. يُشار إلى العناصر غير السامة الموجودة في الطبيعة - مثل بعض أنواع الفطر والحشرات والأعشاب البحرية وما إلى ذلك - أنها مأكولة. العناصر المصنّعة التي لا تؤكل عادةً ولكن تُصنّع خصيصاً لتكون كذلك مثل العبوات المأكولة، تُصنف أيضاً بمأكولة.

## عناصر مأكولة في الطبيعة
يأكل البشر آلاف الأنواع النباتية؛ منها 75000 نوع مأكول وأكثر من كاسيات البذور، لكن ربما يؤكل 7000 نوع منها غالبًا.
وتشمل النباتات المأكولة الموجودة في الطبيعة الزهور والبذور وثمار التوت والأعشاب البحرية والصبار. إن القدرة على تحديد أنواع هذه النباتات الآمنة للأكل هي مهارة مهمة للبقاء على قيد الحياة. بعض الفطريات، بما في ذلك أنواع معينة من الفطر (عيش الغراب)، مأكولة أيضًا.
ثمة أنواع عديدة من الحيوانات مأكولة أيضًا، بما في ذلك الماشية والحشرات البرية والبرمائيات والزواحف والطيور والثدييات. ويستشهد المدافعون عن زيادة استهلاك الحشرات المأكولة بالفوائد البيئية المتمثلة في القدرة على إنتاج المزيد من الغذاء باستخدام مساحة أقل من الأراضي مع إنتاج كميات أقل من انبعاثات غازات الدفيئة. وقد جرى توثيق أكثر من 1900 نوع من الحشرات تُستخدم في الغذاء، بما في ذلك النمل ويرقات الخنفساء المستخدمة في النظام الغذائي لبعض القبائل الأفريقية والأسترالية، والجراد والخنافس المقلية المقرمشة التي يتلذذ بها طعامًا في الشوارع في أجزاء من تايلند.